# Giritzenmoos
Unter dem Giritzenmoos stellte sich der Volksglaube ein ödes Moor vor, wo sich die alten Jungfern, seltener auch die alten Junggesellen aufhielten, die zur Strafe für ihre Ehelosigkeit in Kiebitze, schweizerdeutsch Giritz, verwandelt worden waren.
Das Giritzengericht, Giritzenmoosgericht oder Giritzenspiel, auch Giritzenmoosfahrt genannt, war die schweizerische Art eines Rügegerichts, bei dem alljährlich an der Fasnacht die noch Unverheirateten verspottet werden. Der Brauch war nach Auskunft des Schweizerischen Idiotikons im 19. Jahrhundert in weiten Teilen der Deutschschweiz bekannt, aber schon damals im Verschwinden begriffen. Im Luzerner Hinterland wurde er zum letzten Mal um die Mitte der 1870er Jahre beobachtet.
Organisiert wurde die Belustigung von den jungen Burschen der Dörfer. Die Leitung hatte der Giritzenvater, dem ein Schreiber und eine Scharwache beigeordnet waren. Dieses «Gericht» lud die ledigen Frauen und – seltener – ledigen Männer vor, führte ein «Verfahren» durch, in dem allerhand Privates aus dem vergangenen Jahr der johlenden Öffentlichkeit preisgegeben werden musste, und führte die «Verurteilten» als Strafe für ihre Ehelosigkeit anschliessend auf einem Leiterwagen aus dem Dorf hinaus, wo sie «versteigert» beziehungsweise freigekauft werden mussten.
Der Schweizer Volkskundler Richard Weiss sah als Ausgangspunkt des Brauchs einen vorchristlichen Fruchtbarkeitsmythos, wonach die ledigen Frauen im Frühling in eine weit entfernte Gegend geführt werden sollten, damit sich deren Unfruchtbarkeit nicht auf andere Menschen sowie auf Tiere und Pflanzen übertragen würde.